# C14大灰狼狙擊步槍
C14「大灰狼」MRSWS（英語：C14 Timberwolf MRSWS；Timberwolf，意為：大灰狼；MRSWS，全稱：Medium Range Sniper Weapon System，意為：中距離狙擊手武器系統）是一款由加拿大槍械製造商PGW防務技術有限公司所研製和生產的旋转后拉式手動狙擊步槍。發射.338拉普麥格農（.338 Lapua Mag，8.6×70毫米或8.58×70毫米）口徑步枪子彈。
2005年，PGW防務技術有限公司贏得了加拿大軍隊地面司令部的合同，為其提供價值共$4.5萬的C14 Timberwolf MRSWS。
這枝被用以取代C3A1狙擊步槍的軍用型步槍，事實上是由原來的一枝民用型精密運動步槍開始改進。不過在軍用型步槍上作出了一些修改，使其更適合軍事用途和有很多配件可供選擇。
這款步槍的軍用型的正式命名為「C14大灰狼中距離狙擊手武器系統」（英語：C14 Timberwolf Medium Range Sniper Weapon System）。

## 歷史
C14「大灰狼」步槍最初是由加拿大公司大草原槍械廠（英語：Prairie Gun Works）所研製、作為一枝發射超級馬格南步枪子彈的民用型遠距離狩獵及運動射擊步槍，現在大草原槍械廠已經改名為PGW防務技術公司。民用型「大灰狼」步槍提供了多個膛徑，由.223 Remington（5.56×45毫米北約口徑）子彈到.408 CheyTac子彈和.416 PGW子彈，一種基於.408 CheyTac的大型子彈。這些步槍子彈的尺寸較大，而火力甚至比目前加拿大軍隊使用的C14「大灰狼」步槍所使用的.338拉普麥格農子彈更為強大。
在1990年代期間，加拿大軍隊發出公開招標，要求是一種可以實現高達1,200公尺（1,312.34码，3,937.01英尺，0.75英里）的殺傷人員用途的狙擊步槍。這種遠距離殺傷人員步槍將會取代自1970年以來一直在加拿大軍隊服役、發射彈藥較細小的7.62×51毫米北約口徑（.308 Winchester）步槍子彈、型號老舊而且原廠方面亦已經停產的C3A1旋转后拉式枪机式手動狙擊步槍。
2001年，在蓋奇敦加拿大軍隊基地（英語：CFB Gagetown，全稱：Canadian Forces Base Gagetown）的新型狙擊步槍試驗期間，C14「大灰狼」MRSWS被加拿大軍隊所選中，成為新型反人員狙擊步槍。C14「大灰狼」MRSWS在2005年為加拿大軍隊地面司令部投產。
隨着C14「大灰狼」MRSWS的推出，C3A1狙擊步槍已經慢慢地退出現役。現在，C14「大灰狼」MRSWS是在加拿大武裝部隊軍火庫之中的主要狙擊步槍。狙擊手對其給予高度的評價，除了喜歡這枝步槍本身，亦是因為有效射程得到延長和.338拉普麥格農子彈有著超過C3A1狙擊步槍發射的7.62×51毫米北約口徑步槍子彈的貫穿力。
據其製造商所指出，C14「大灰狼」的精度潛力為發射適當彈藥時小於0.75MOA。加拿大部隊對精度標準所進行的評估為命中率和要求在1,200公尺（1,312.34码，3,937.01英尺，0.75英里）以90％的時間擊中胸部大小的目標。PGW防務技術有限公司的C14「大灰狼」的平均為超過標準的95％，每一種武器都是由加拿大武裝部隊在準確性方面和DND官員的見證下進行評估並且下達交付的合同。

## 設計細節
C14「大灰狼」MRSWS的膛徑為.338拉普麥格農（.338 Lapua，8.6×70毫米或8.58×70毫米）口徑步枪子彈。這枝步槍發射塞拉利昂公司（英語：Sierra）的空尖尾錐型（英語：Hollow Point Boat Tail，簡稱：HPBT）比賽之王（英語：MatchKing）19.44克（300格令）.338口徑極低阻力（VLD）彈丸可達到的最大初速為838米／秒（2,749.34英尺／秒）。這樣的彈丸的威力要比C3A1 7.62×51毫米北約口徑狙擊步槍所通常發射的11.34克（175格令）彈丸的最大初速為790米／秒（2,591.86英尺／秒）更為強大。

### 操作機構

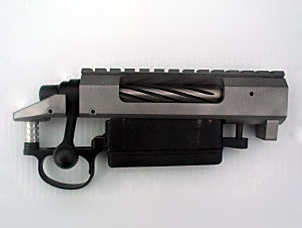
PGW防務技術有限公司「大灰狼」狙擊步槍的手動槍機。

C14「大灰狼」MRSWS的槍機是手動操作式不鏽鋼手動槍機，為右手側的槍機、拉機柄和拋殼口。槍機為旋轉後拉式槍機，並裝有前排雙鎖耳片加上後方的一個鎖耳。它需要作90°的槍機旋轉。槍機部分具有螺旋形凹槽，在保持強度的同時減輕了重量。一個雙柱塞狀拋殼頂桿和鉤式抽殼鈎是用以清除發射以後的彈殼。由於這種設計是非常可靠，這樣有助於締造一個操作非常流暢的槍機。裝在後方的一個鎖耳有助於防止槍機在下一發子彈上膛的時候出現卡彈。雖然沒有被加拿大軍隊方面所使用，製造商提供了一個钛製機匣，作為使用的不鏽鋼製造的C14「大灰狼」MRSWS機匣的另一種選擇。使用鈦製手動槍機能夠減少C14「大灰狼」MRSWS的重量。
一道火扳機可以調節重量、潛進量和總行程。

### 槍管
C14「大灰狼」MRSWS使用的是經過修改的重型自由浮動式克里奇製槍管。它配備了660.4毫米（26英吋）的標準型槍管，但是民用高精度獵用步槍衍生型所裝上的736.6毫米（29英吋）特裝槍管，事實上也可以裝在軍用型版本上使用。C14「大灰狼」步槍的槍管都配有一種非傳統的254毫米（1：10英吋）右旋的膛線纏距，以改進C14「大灰狼」步槍在發射諸如塞拉利昂空尖艇尾型比賽之王和拉普斯那（英語：Lapua Scenar）.338口徑（300格令）19.44克這些較長和較重的極低阻力子彈的彈道穩定性。槍管是低溫壓力緩解，並在大部分長度上使用了螺旋形凹槽從而降低了重量的同時，仍能保持大部分的結構強度，並包含槍口以上可拆卸式專用不鏽鋼製制退器，從而降低了後座力。

### 保險
C14「大灰狼」MRSWS的手動保險是具有三個位置型保險，中間設有“不完全分解”（英語：Fieldstrip）的位置。

### 供彈方式
C14「大灰狼」MRSWS是由可拆卸的5發彈匣從扳機護環前面的彈匣插口供彈。

### 瞄準具
C14「大灰狼」步槍的機匣頂部整合了全機匣長度的25MOA正向斜率MIL-STD-1913戰術導軌，固定在機匣上方，導軌上可以安裝光學瞄準鏡座。由於C14「大灰狼」並無機械瞄具（照門及準星），必需利用機匣頂部的MIL-STD-1913戰術導軌上安裝日間／夜間光学狙擊鏡、紅點鏡／反射式瞄準鏡、全息瞄準鏡、夜視鏡、热成像仪或其他戰術配件。由於機匣較短，其頂部的導軌也較短，有些瞄準鏡可能無法安裝。它在護木前端也具有兩條長度較短的MIL-STD-1913戰術導軌。
加拿大部隊將Leupold Mark 4 16×40毫米LR/T M1光學狙擊瞄準鏡用作其標準瞄準具，但使用者亦可以安裝其他的日間／夜間光學狙擊鏡。西姆拉德（英語：Simrad）夜視裝備需要利用特製瞄準鏡安裝環套裝，而通用夜間瞄準鏡（英語：Universal Night Sight，簡稱：UNS，型號為AN/PVS-22夜間狙擊夜視鏡）或是麥格農通用夜間瞄準鏡（英語：Magnum Universal Night Sight，簡稱：MUNS，型號為AN/PVS-27夜間狙擊夜視鏡）都通過PGW防務技術有限公司專屬鏡架裝上。
戰術燈和雷射瞄準器可以利用前面的兩條MIL-STD-1913戰術導軌裝上。

### 槍托
C14「大灰狼」MRSWS採用的是新型麥克米蘭A5式高強度玻璃钢強化塑料底盤一體式戰術槍托／護木，為M40A3使用的麥克米蘭A3式槍托的一個升級版。其整體上採用了前細後粗的錐台形設計，有利於使用者握持，並且在護木前端和握把位置都帶有粗糙的防滑紋。護木下方設有一個鋼製固定鈕扣，用於安裝兩腳架。槍托／護木上設有4個槍背帶環安裝孔，其中護木部份在下方和兩側各有一個槍背帶環安裝孔，而槍托後部在底部和兩側各有一個槍背帶環安裝孔。這樣使用者可以按照自己的習慣安裝槍背帶。槍托上方帶有一塊可調節高度的托腮板，可上下移動以適應不同使用者的身形。槍托尾部帶有的橡膠製後座緩衝墊分為多個部份，可以取下中間部份進行槍托長度調節。C14「大灰狼」步槍所使用的麥克米蘭A5式槍托更具有PGW防務技術有限公司製造的钛製懸臂式機身設計單塊直身整體式座床塊，以提供了額外舒適和強度。

### 附件
C14「大灰狼」MRSWS可以接受套裝配備慣常的配件、瞄準鏡及其他光學瞄準具以組成狙擊手武器系統，例如：MIL-STD-1913戰術導軌（皮卡汀尼導軌）安裝日間／夜間光学狙擊鏡，前護木下方加裝的兩腳架，槍口加裝的制退／消焰器和消聲器，以及攜帶用途的槍背帶。

## 使用國
- 加拿大
  - 加拿大武裝部隊
- 沙烏地阿拉伯
  - 沙特阿拉伯陸軍（英语：Saudi Arabian Army）
- 英国
  - 特種空勤團

## 資料來源
1. ↑  . casr.ca.   [2009-07-17]. （原始内容存档于2009-06-22）.
2. ↑  Canadian Forces Award Canadian Sniper Rifle Contract Archive-It的存檔，存档日期2011-06-09 Canadian Forces News release NR–05.040 - May 26, 2005 (Accessed Feb. 5, 2009)
3. 1 2  . casr.ca.   [2009-07-17]. （原始内容存档于2009-06-22）.
4. ↑  .   [2012-12-05]. （原始内容存档于2010-09-27）.
5. ↑  . world.guns.ru.   [2009-07-17]. （原始内容存档于2009-03-18）.
6. ↑  . snipershide.com.   [2009-07-17]. （原始内容存档于2009-03-18）.
7. ↑  . wikipedia.org.   [2009-07-17]. （原始内容存档于2009-08-11）.

## 外部連結
- （英文）—PGW Defence Technology Inc. company website（页面存档备份，存于）